# Alberto Fernández Blanco
Alberto Fernández Blanco (Cuena, 15 gennaio 1955 – Aranda de Duero, 14 dicembre 1984) è stato un ciclista su strada spagnolo.
Professionista dal 1978 al 1984, quando perì in un incidente stradale, vinse due tappe al Giro d'Italia, una alla Vuelta a España, una Volta Ciclista a Catalunya e una Vuelta al País Vasco.

## Carriera
Nato a Cuena, in Cantabria, si trasferì sin da piccolo con la famiglia nella vicina Aguilar de Campoo, città famosa per le molte industrie di biscotti: fu per questo soprannominato, una volta affermatosi a livello nazionale, El Galletas. Cominciò a gareggiare nel 1971 nella categoria Juvenil; tra i dilettanti fu campione nazionale in salita nel 1976, concludendo nello stesso anno al sesto posto il Tour de l'Avenir e al quarto la Vuelta a Asturias di categoria.
Passato professionista nel 1978 con la Novostil-Helios, vestì le divise di Moliner-Vereco (1979), Teka (1980-1982) e Zor (1983-1984), affermandosi come uno dei migliori ciclisti spagnoli del periodo. Nei sette anni di attività ottenne una trentina di vittorie, tra cui due tappe al Giro d'Italia 1983 e una alla Vuelta a España dello stesso anno, concludendo entrambe le corse al terzo posto della generale; si classificò inoltre secondo nell'edizione 1984 della Vuelta, preceduto in classifica per soli 6 secondi (il minor distacco di sempre in un Grande Giro) da Éric Caritoux. In carriera vinse anche la Vuelta a Asturias 1979 (revocatagli per positività all'antidoping), la Vuelta al País Vasco 1980, la Vuelta a los Valles Mineros nel 1980 e nel 1981, la Vuelta a las Tres Provincias e la Vuelta a Castilla nel 1981, e la Volta Ciclista a Catalunya 1982.
Il 14 dicembre 1984, di rientro dalla consegna del premio "Superprestigio Unipublic" come miglior ciclista spagnolo dell'anno, fu vittima di un incidente stradale insieme alla moglie Inmaculada: mentre percorreva la strada nazionale N-I da Madrid a Irún alla guida della sua Renault 11, si scontrò frontalmente nei pressi di Pardilla con una Citroën CX di targa francese. La moglie morì sul colpo, come anche il passeggero dell'altro veicolo, mentre Fernández e il conducente del veicolo francese perirono durante il trasporto al centro di soccorso di Aranda de Duero. La coppia lasciò un figlio di tre anni, Alberto Fernández Sainz, rimasto a casa a Santander coi nonni materni il giorno dell'incidente; Alberto sarebbe diventato anch'egli ciclista professionista nel 2008.
La salita più dura della Vuelta a España è intitolata, in onore dello sfortunato ciclista, "Cima Alberto Fernández".

## Palmarès
- 1975 (Dilettanti)

Subida a Gorla
- 1979 (Moliner - Vereco)

Classifica generale Vuelta a Asturias
- 1980 (Teka, sei vittorie)

4ª tappa Challenge Costa del Azahar (Vall de Uxó > Alto del Mirador)
5ª tappa Vuelta al País Vasco (Azkoitia > Elosua)
Classifica generale Vuelta al País Vasco
3ª tappa Vuelta a Cantabria (Santander > Potes)
3ª tappa, 1ª semitappa Vuelta a los Valles Mineros (Viana > Pajares)
Classifica generale Vuelta a los Valles Mineros
- 1981 (Teka, otto vittorie)

4ª tappa, 2ª semitappa Vuelta a las Tres Provincias (Las Canteras, cronometro)
Classifica generale Vuelta a las Tres Provincias
2ª tappa, 2ª semitappa Setmana Catalana de Ciclisme (Guardiola de Bergueda > Castellar de n'Hug)
3ª tappa, 1ª semitappa Vuelta a los Valles Mineros
Classifica generale Vuelta a los Valles Mineros
Prologo Vuelta a Castilla (Colmenar Viejo, cronometro)
4ª tappa Vuelta a Castilla (El Escorial> Villalba, cronometro)
Classifica generale Vuelta a Castilla
- 1982 (Teka, sei vittorie)

3ª tappa Tour Méditerranéen (Toulon, cronometro)
1ª tappa Vuelta al País Vasco (Azpeitia > Azpeitia)
8ª tappa, 1ª semitappa Volta Ciclista a Catalunya (Cambrils, cronometro)
Classifica generale Volta Ciclista a Catalunya
3ª tappa Vuelta a Burgos (Briviesca > Miranda de Ebro)
4ª tappa Vuelta a Burgos (Medina de Pomar > Villarcayo, Cronometro)
- 1983 (Zor - Gemeaz, sette vittorie)

2ª tappa Setmana Catalana de Ciclisme (Girona > Andorra la Vella)
Classifica generale Setmana Catalana de Ciclisme
5ª tappa Vuelta a España (Sant Quirze del Vallès > Castellar de n'Hug)
6ª tappa Giro d'Italia (Vasto > Campitello Matese)
17ª tappa Giro d'Italia (Bergamo > Colle San Fermo)
Subida a Arrate
Cronoscalata della Futa-Memorial Gastone Nencini
- 1984 (Zor - Gemeaz, due vittorie)

3ª tappa Vuelta a Asturias (Cangas de Narcea > Pola di Laviana)
Trofeo Masferrer

### Altri successi
- 1978 (Novostil - Helios)

Classifica scalatori Vuelta a los Valles Mineros
- 1980 (Teka)

Trofeo del Ausente
- 1982 (Teka)

Criterium de Santander

## Piazzamenti

### Grandi Giri
- Giro d'Italia

1983: 3º
1984: 19º
- Tour de France

1980: 25º
1981: 21º
1982: 10º
- Vuelta a España

1978: 19º
1979: 14º
1981: ritirato
1982: 15º
1983: 3º
1984: 2º

### Classiche monumento
- Milano-Sanremo

1980: 122º
1983: 119º
- Giro di Lombardia

1983: 46º

### Competizioni mondiali
- Campionati del mondo

Nürburgring 1978 - In linea Dilettanti: 87°
Sallanches 1980 - In linea: ritirato
Praga 1981 - In linea: ritirato
Goodwood 1982 - In linea: 28º
Altenrhein 1983 - In linea: 40º
Barcellona 1984 - In linea: 29º